# Savia sessiliflora
Savia sessiliflora är en emblikaväxtart som först beskrevs av Olof Swartz, och fick sitt nu gällande namn av Carl Ludwig von Willdenow. Savia sessiliflora ingår i släktet Savia och familjen emblikaväxter. Inga underarter finns listade i Catalogue of Life.